# Forbes KB
Forbes KB est un acteur britannique né le 29 mai 1965 à Dundee (Royaume-Uni).

## Filmographie
- 2003 : The Karen Dunbar Show (série TV) : Various Roles
- 2005 : Heartless (TV) : Highland Villager
- 2005 : Gideon's Daughter (TV) : Club Customer
- 2005 : Shadows of West : Detective / Henchman
- 2005 : V pour vendetta (V for Vendetta) : Soldier
- 2006 : Das Sternengeheimnis (TV) : Police Officer
- 2006 : Rebus: The Falls (TV) : CID Officer
- 2006 : Rebus: Fleshmarket Close (TV) : CID Officer
- 2009 : Harry Brown